# Edotia chilensis
Edotia chilensis là một loài chân đều trong họ Idoteidae. Loài này được Nicolet miêu tả khoa học năm 1849.